# 關聖宮
關聖宮位於四川省成都市金堂縣，文物遺址年代判定為清代。2007年6月1日公佈為四川省第七批文物保護單位。